# Beaux Arts Village (Washington)
Beaux Arts Village town je [[{{{tip}}}]] u američkoj saveznoj državi Washington. Prema popisu stanovništva iz 2010. u njemu je živjelo 299 stanovnika.